# Čchokoda I Sun-sin
Čchokoda I Sun-sin (v korejském originále 최고다 이순신, Choegoda Yi Sun-sin; anglický název: You're the Best, Lee Soon-shin) je jihokorejský televizní seriál z roku 2013, v němž hrají IU, Jo Jung-suk, Ko Tu-sim a I Min-suk. Vysílán byl na KBS2 od 9. března do 25. srpna 2013 každou sobotu a neděli v 19:55 po dobu 50 epizod.

## Obsazení
- IU jako I Sun-sin
- Jo Jung-suk jako Sin Čun-ho
- Ko Tu-sim jako Kim Čong-ä
- I Mi-suk jako Song Mi-rjong/Kim Kjong-suk